# 17 км (платформа)
Платформа 17 км — зупинний пункт Запорізької дирекції Придніпровської залізниці.
Розташована між станцією Запоріжжя-Ліве (відстань — 1 км) та зупинним пунктом Платформа 13 км (4 км) на електрифікованій лінії Вільнянськ — Імені Анатолія Алімова.

## Пасажирське сполучення
На Платформі 17 км зупиняються приміські електропоїзди Синельниківського напрямку.